# Карири-Осидентал (микрорегион)
Карири-Осидентал (порт. Microrregião do Cariri Ocidental) — микрорегион в Бразилии, входит в штат Параиба. Составная часть мезорегиона Борборема. Население составляет 	121 531 человек (на 2010 год). Площадь — 	7014,293	 км². Плотность населения — 	17,33	 чел./км².

## Демография
Согласно сведениям, собранным в ходе переписи 2010 г. Национальным институтом географии и статистики (IBGE), население микрорегиона составляет:						
| Полное население                             | Полное население                             | Полное население                             | Полное население                             | 121 531 |
| -------------------------------------------- | -------------------------------------------- | -------------------------------------------- | -------------------------------------------- | ------- |
| в том числе:                                 | Городское население                          | 76 056                                       | Процент городского населения, %              | 62,58   |
|                                              | Сельское население                           | 45 475                                       | Процент сельского населения, %               | 37,42   |
|                                              | Мужское население                            | 59 989                                       | Процент мужского населения, %                | 49,36   |
|                                              | Женское население                            | 61 542                                       | Процент женского населения, %                | 50,64   |
| Плотность населения, чел/км²                 | Плотность населения, чел/км²                 | Плотность населения, чел/км²                 | Плотность населения, чел/км²                 | 17,33   |
| Население микрорегиона в % к населению штата | Население микрорегиона в % к населению штата | Население микрорегиона в % к населению штата | Население микрорегиона в % к населению штата | 3,23    |

## Статистика
- Валовой внутренний продукт на 2003 год составляет 237 147 763,00 реалов (данные: Бразильский институт географии и статистики).
- Валовой внутренний продукт на душу населения на 2003 год составляет 2090,84 реалов (данные: Бразильский институт географии и статистики).
- Индекс развития человеческого потенциала на 2000 год составляет 0,611 (данные: Программа развития ООН).

## Состав микрорегиона
В составе микрорегиона включены следующие муниципалитеты:
1. Ампару
2. Асунсан
3. Камалау
4. Конгу
5. Кошишола
6. Ливраменту
7. Монтейру
8. Ору-Велью
9. Парари
10. Прата
11. Серра-Бранка
12. Суме
13. Сан-Жозе-дус-Кордейрус
14. Сан-Жуан-ду-Тигри
15. Сан-Себастьян-ду-Умбузейру
16. Тапероа
17. Забеле
18. Барра-ди-Сан-Мигел